# Den vítězství (9. května)

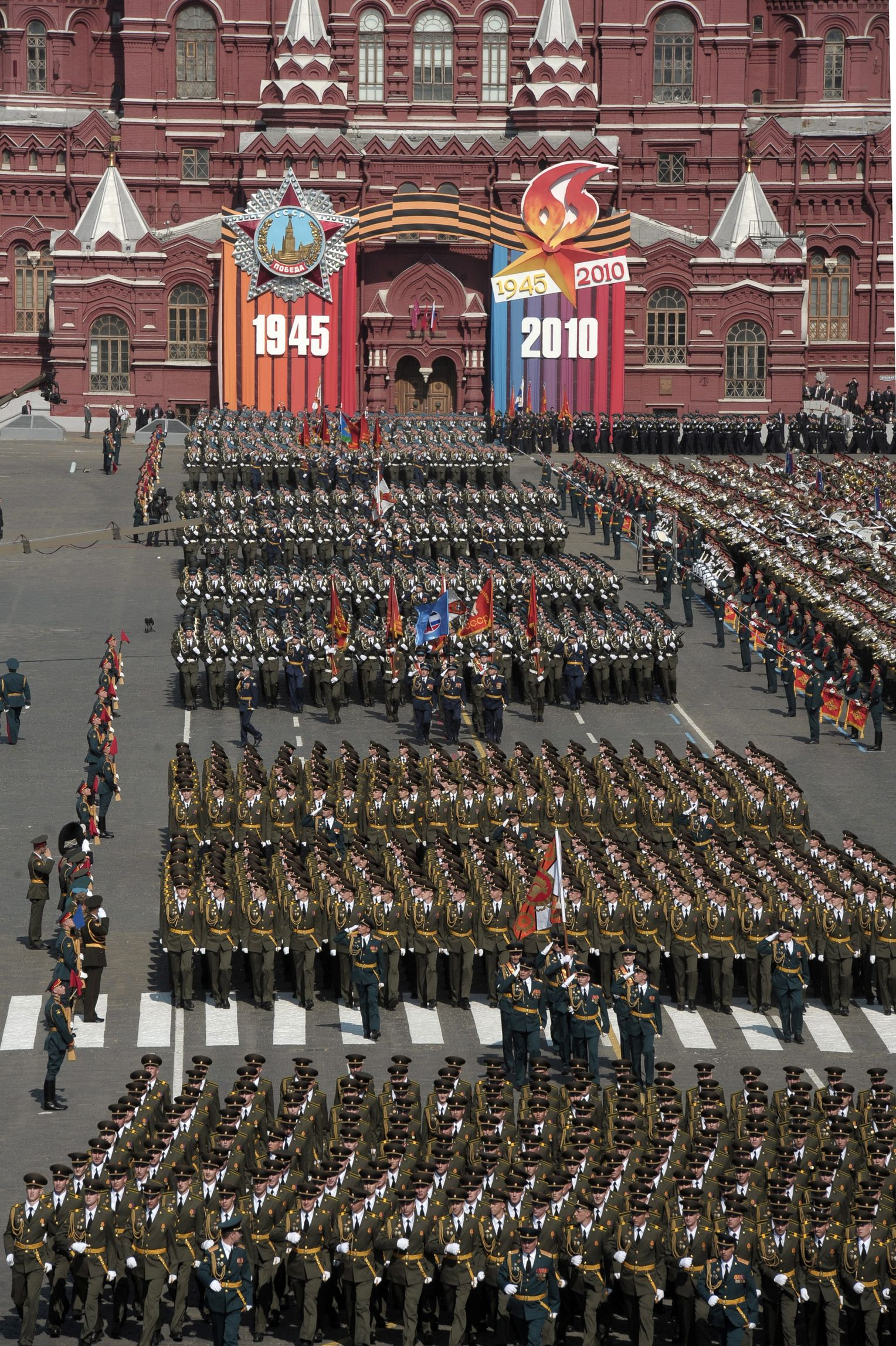
Oslavná vojenská přehlídka v Moskvě (2010).

Den vítězství (rusky День Победы Děň Pobědy) je státní svátek, slavený 9. května v Rusku a některých dalších zemích na počest ukončení druhé světové války v Evropě. Po nástupu komunismu ve střední a východní Evropě byl státním svátkem i v dalších zemích. Jsou po něm pojmenovány mnohé ulice a sídliště.
V jiných zemích se Den vítězství slaví obvykle 8. května.

## Datum
Akt bezpodmínečné kapitulace německých vojsk do rukou všech spojenců, včetně SSSR, byl původně podepsán 7. května 1945 v Remeši. SSSR nicméně trval na opakování aktu v Berlíně. Německé velení podepsalo bezpodmínečnou kapitulaci krátce před půlnocí 8. května 1945. V té době byl na území hlavního města SSSR v Moskvě již jiný den – 9. květen. Tato skutečnost je příčinou rozdílného data oslav konce války. Baltské státy posunuly[kdy?] datum oslav na 8. května. Polsko tuto změnu provedlo až v dubnu 2015. Ukrajina svátek na 8. května přesunula v roce 2023, s účinností od roku 2024.
V Československu řízeném komunistickým režimem byl 9. květen jako státní svátek zaveden zákonem č. 93/1951 Sb. s účinností od 1. ledna 1952. Zákon tento den označil jako „výročí osvobození Československa Sovětskou armádou“. Až do roku 1988 se jednalo o jediný československý státní svátek. Po sametové revoluci v roce 1989 došlo v demokratickém Československu ke změně názvu svátku. Zákon č. 167/1990 Sb., s účinností od 10. května 1990, nahradil původní označení obecnějším pojmenováním „den osvobození od fašismu“. O rok později federální parlament rozhodl o změně data svátku na 8. květen, který byl běžný na Západě. K tomuto kroku došlo zákonem č. 218/1991 Sb. s účinností od 31. května 1991.

## Oslavy
V minulosti byl svátek slaven v Sovětském svazu a východním bloku, po jeho rozpadu se slaví ve většině postsovětských republik a Izraeli.

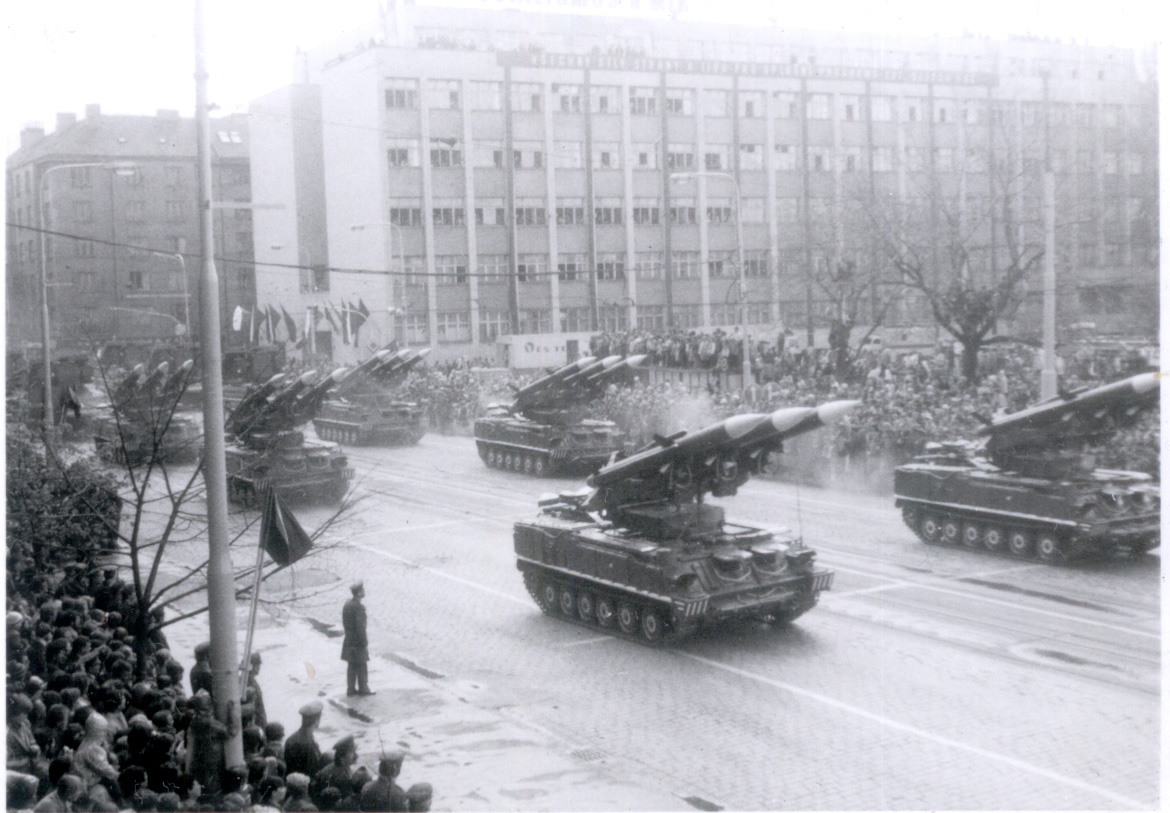
Vojenská přehlídka, Praha 1985

### V socialistickém Československu
9. květen byl současně slaven jako den příjezdu Rudé armády do Prahy – dokončení osvobození Československa. V ten den byly udělovány státní ceny, v některých letech probíhaly vojenské přehlídky v Praze, později i v Bratislavě (první se konala 9. května 1946 na Strahovském stadionu, poslední 9. května 1985). Významnou sportovní událostí probíhající ve dnech okolo 9. května byl cyklistický Závod míru.

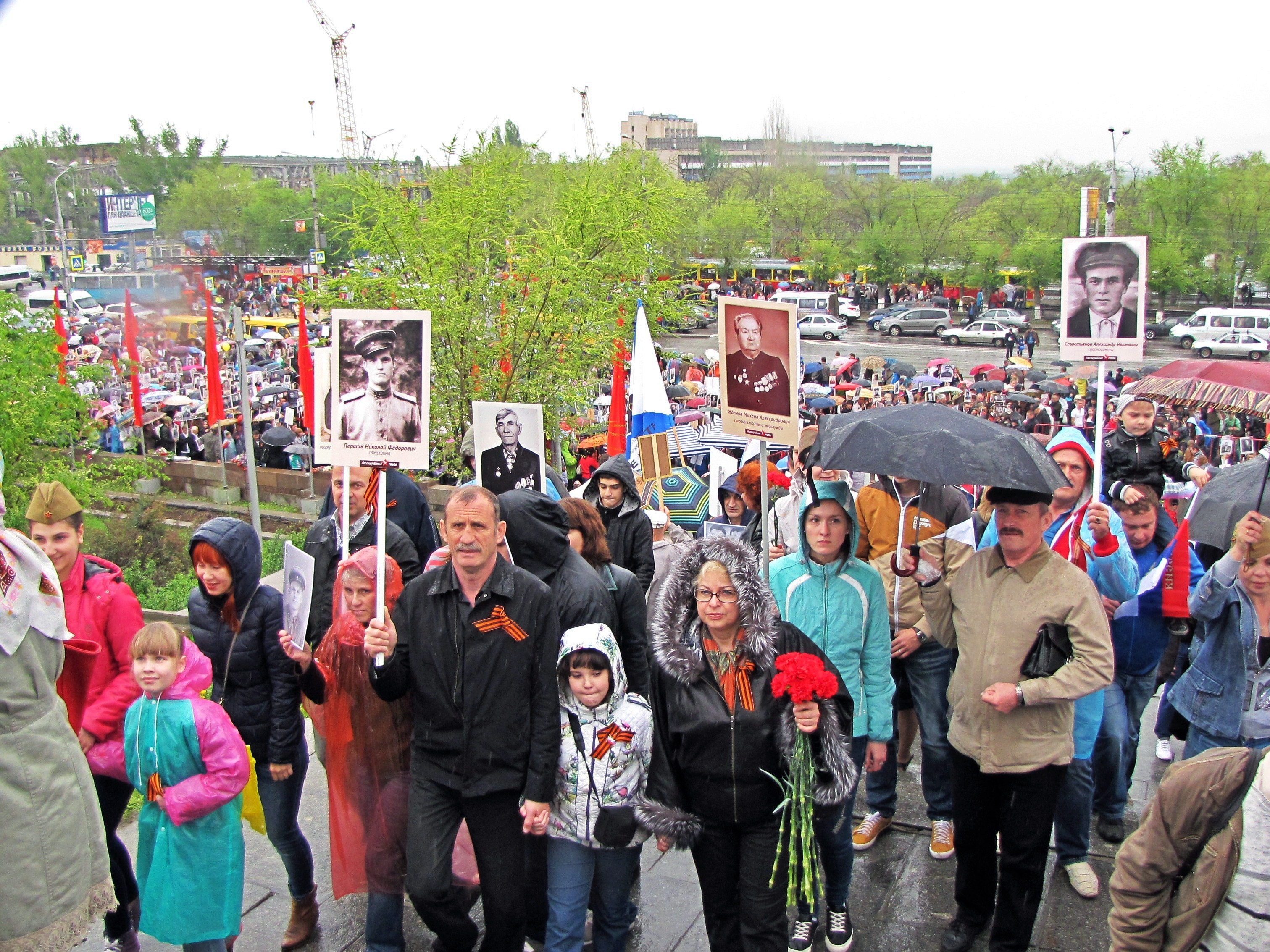
„Nesmrtelný pluk“, Den vítězství 2015, Mamajova mohyla, Volgograd

### V Sovětském svazu
V roce 1945 se vojenská přehlídka konala 26. června, v roce 1946 23. února a 1. května. Vojenské přehlídky 9. května byly uspořádány k 20. a 40. výročí v letech 1965 a 1985. Každoroční hlavní vojenská přehlídka se konala na výročí revoluce 7. listopadu.

### V Rusku

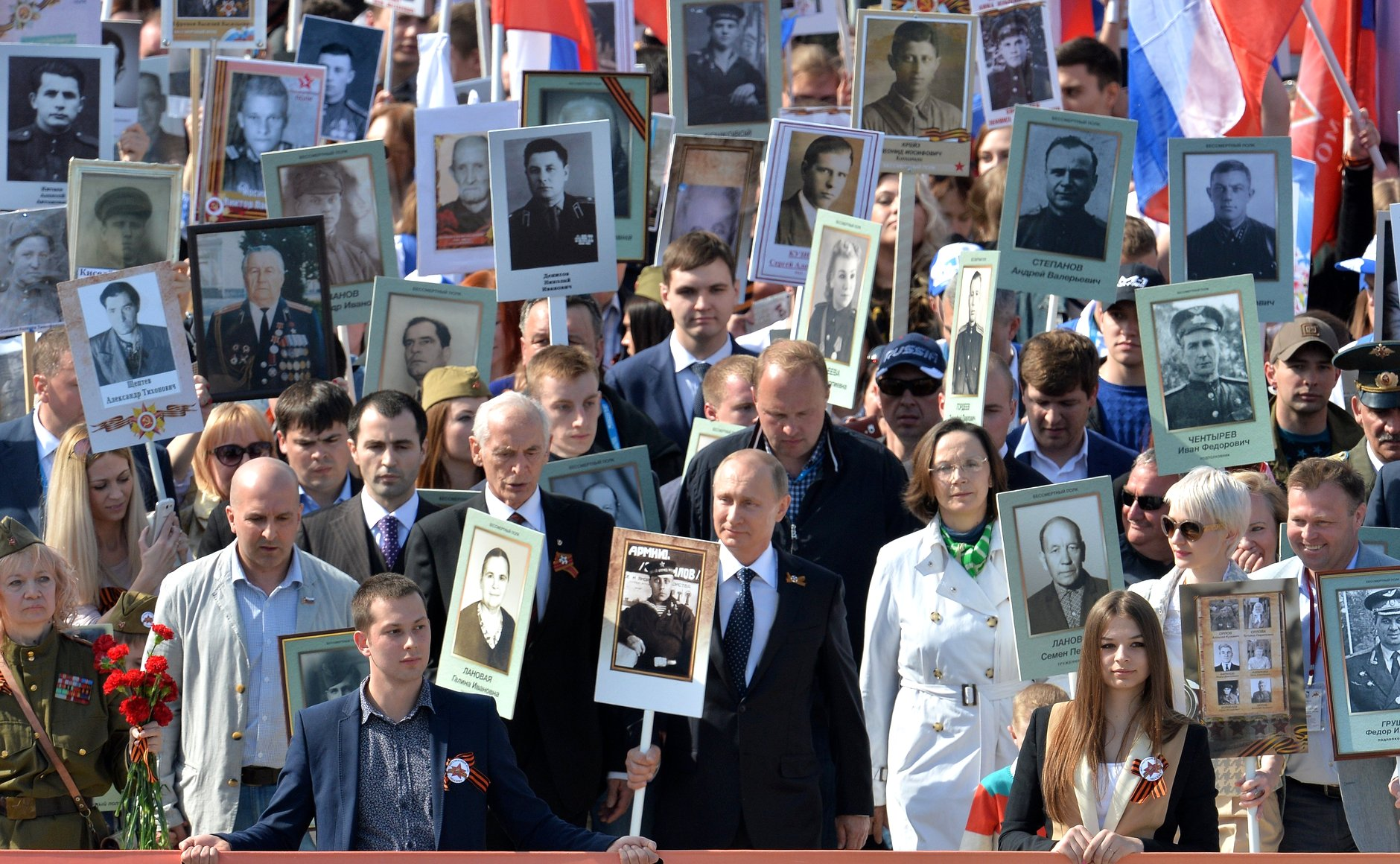
Putin v Nesmrtelném pluku

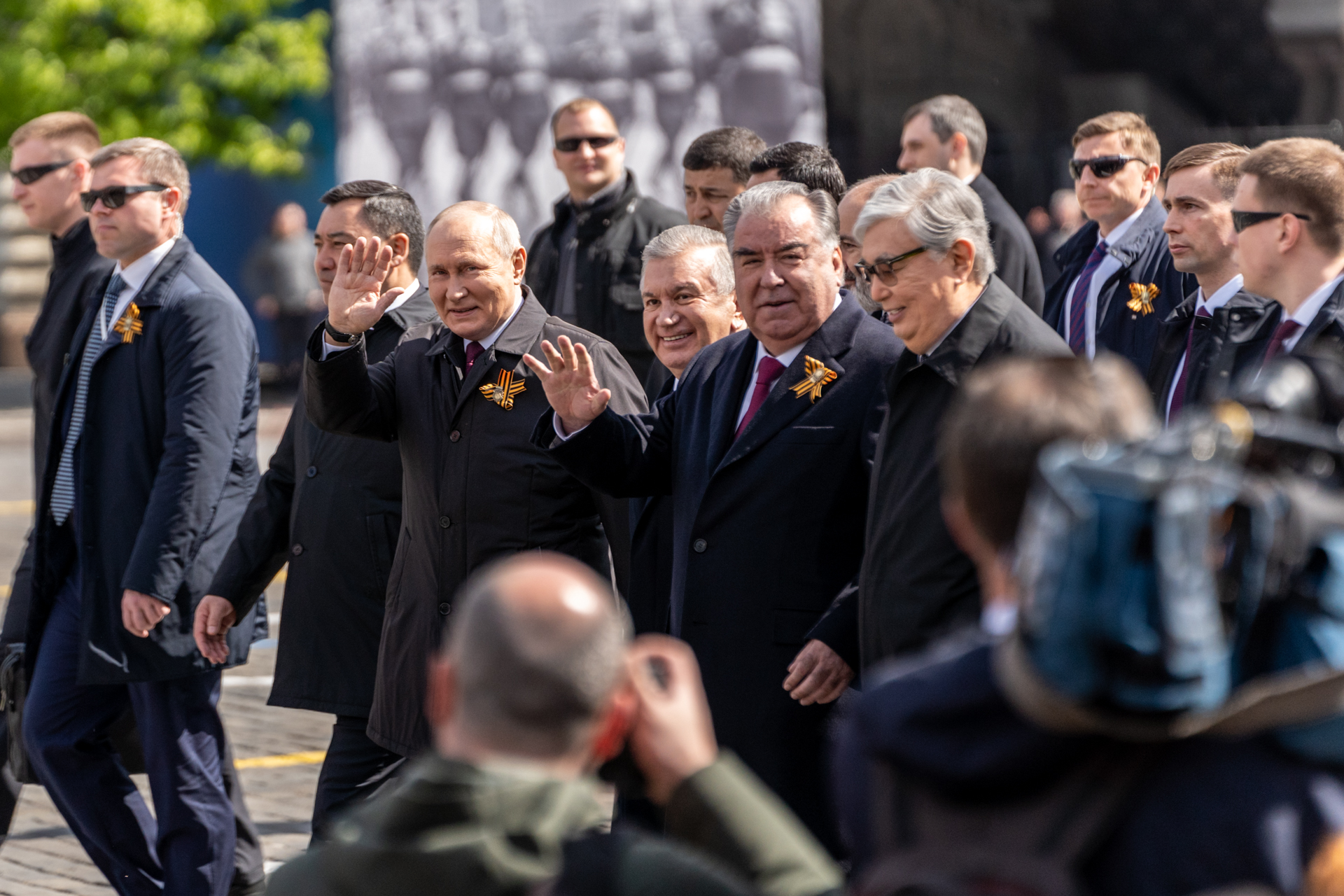
Putin s prezidenty Kazachstánu, Kyrgyzstánu, Tádžikistánu a Uzbekistánu v Moskvě 9. května 2023

Po rozpadu SSSR převzal v Rusku Den vítězství ve Velké vlastenecké válce pozici nejvýznamnějšího státního svátku namísto oslav Velké říjnové socialistické revoluce 7. listopadu. Každoročně se 9. května v Rusku konají vojenské přehlídky ve většině velkých měst a hlavní vojenská přehlídka na Rudém náměstí v Moskvě. Závěrem oslav bývá velký slavnostní ohňostroj na hlavním náměstí každého města – regionálního centra.
K šedesátému výročí vítězství v roce 2005 nechal Vladimir Putin uspořádat velkolepé oslavy s bohatou účastí mezinárodních hostů. Od té doby se oslavy vítězství mění z pietního aktu na uctění obětí války a oslav porážky nacismu na glorifikaci militarismu a slávy a moci Ruska jakožto nástupce SSSR, který se v důsledku války stal supervelmocí. To je provázeno neostalinismem, obnovou kultu Stalina. Oslavování přerůstá až v kult vítězství neboli tzv. победобесие pobědoběsie, „posedlost vítězstvím“, které je živeno ruskou propagandou včetně absurdních tvrzení, že Rusko nikdy neprohrálo žádnou válku a Rusové mají vrozený gen vítězství, a pomáhá vytvářet obraz neporazitelného Ruska. Od roku 2005 je také masivně státem propagováno nošení svatojiřské stužky, ze kterého se následně stal symbol podpory Putinova režimu. Součást oslav je také „Nesmrtelný pluk“ (rusky Бессмертный полк, Běssměrtný polk), akce, během které účastníci průvodu nesou fotografie svých blízkých, kteří se zúčastnili Velké vlastenecké války. Tato spontánní tradice z dob SSSR se také stala státem organizovanou a využívanou akcí od roku 2015, kdy nesl fotku svého otce Putin.
Mezinárodní účast na oslavách v Rusku ovlivnila ruská válka proti Ukrajině. V jejím důsledku se 70. výročí v roce 2015 většina evropských státníků neúčastnila. Jedním z mála byl český prezident Miloš Zeman, který se však neúčastnil vojenské přehlídky.

## Galerie (oslavy v Moskvě 9. 5. 2011)

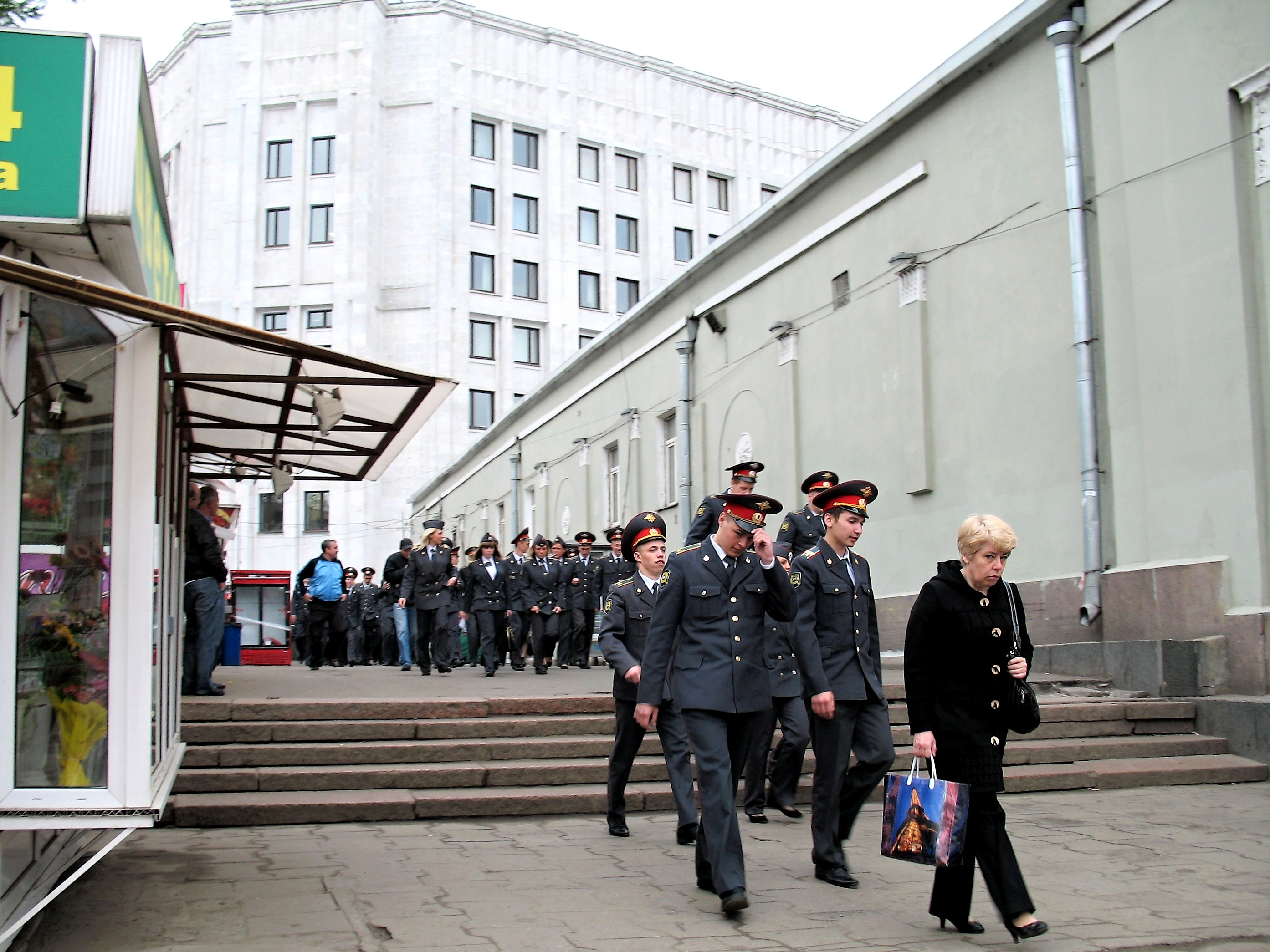
Jako první přicházejí vojáci, kteří budou rozestaveni podél trasy přehlídky
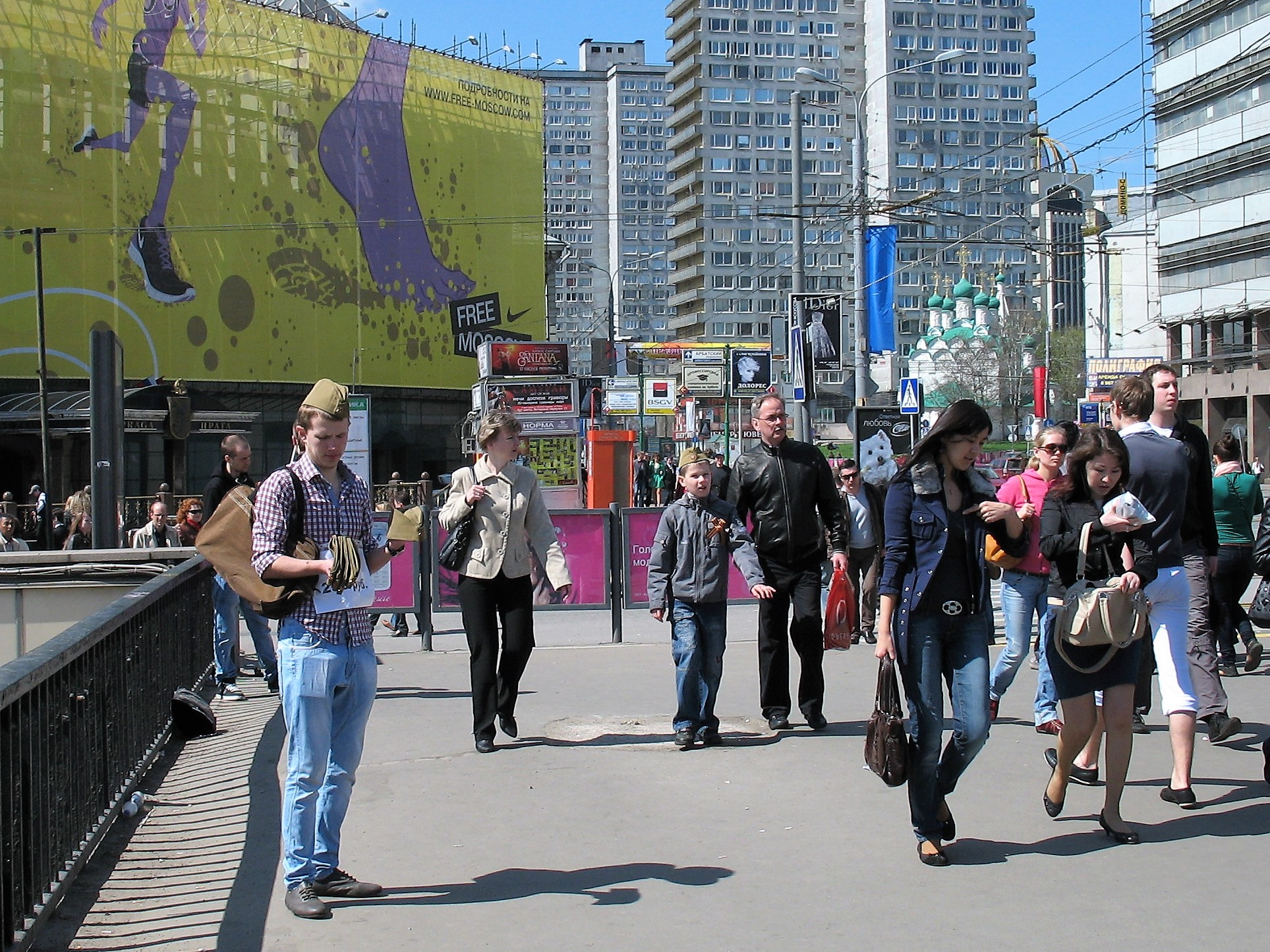
Prodejce napodobenin historických vojenských čepic
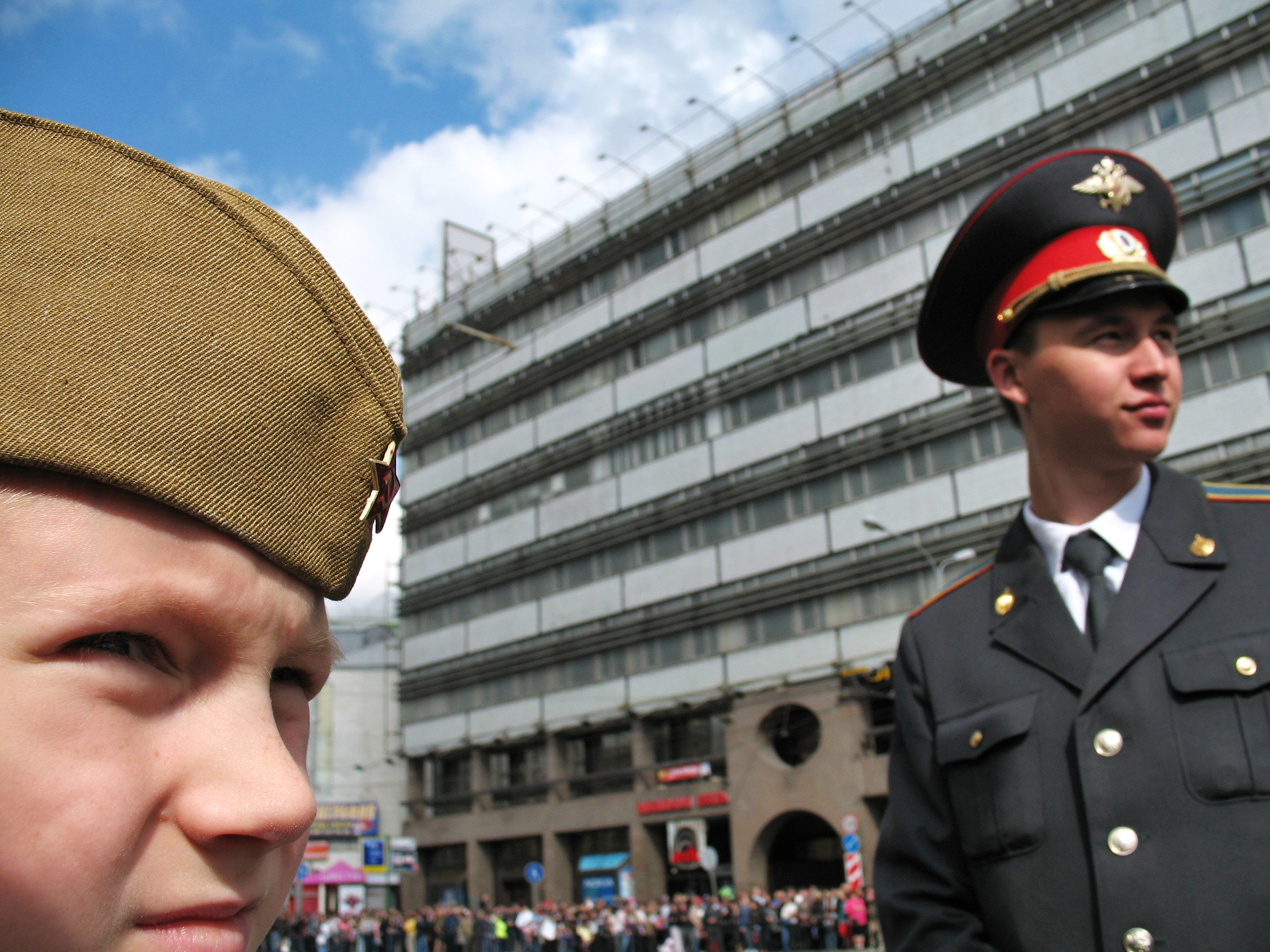
"Malý" a "velký" voják
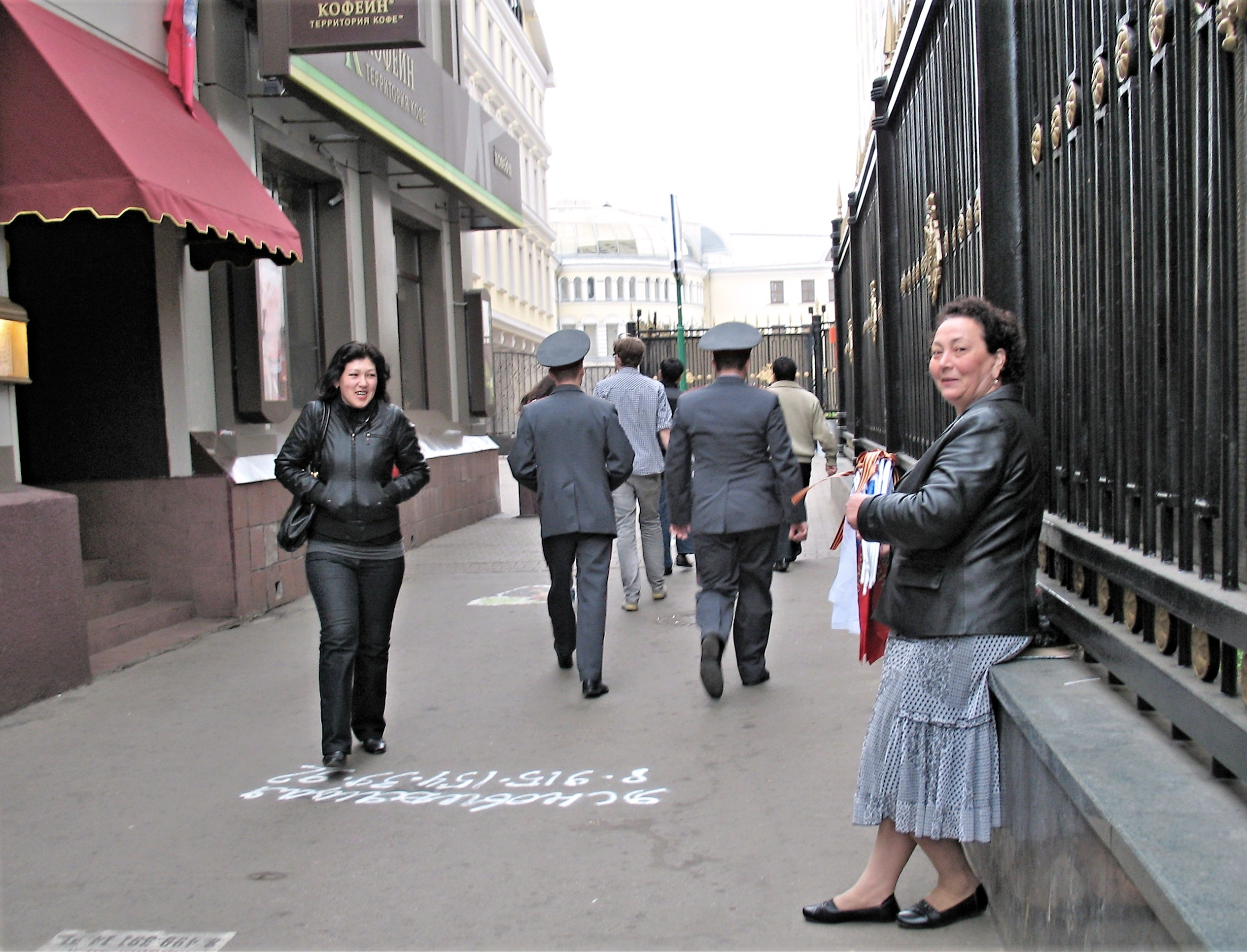
Od časného rána jsou v ulicích i prodejci svatojiřských stužek
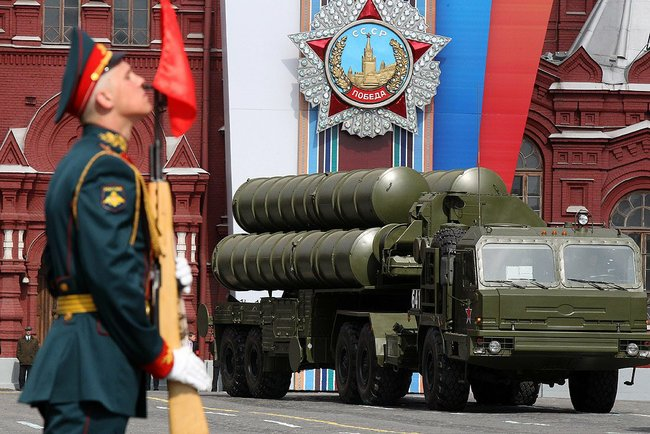
Protiletadlový raketový systém S-400 Triumf na Rudém náměstí
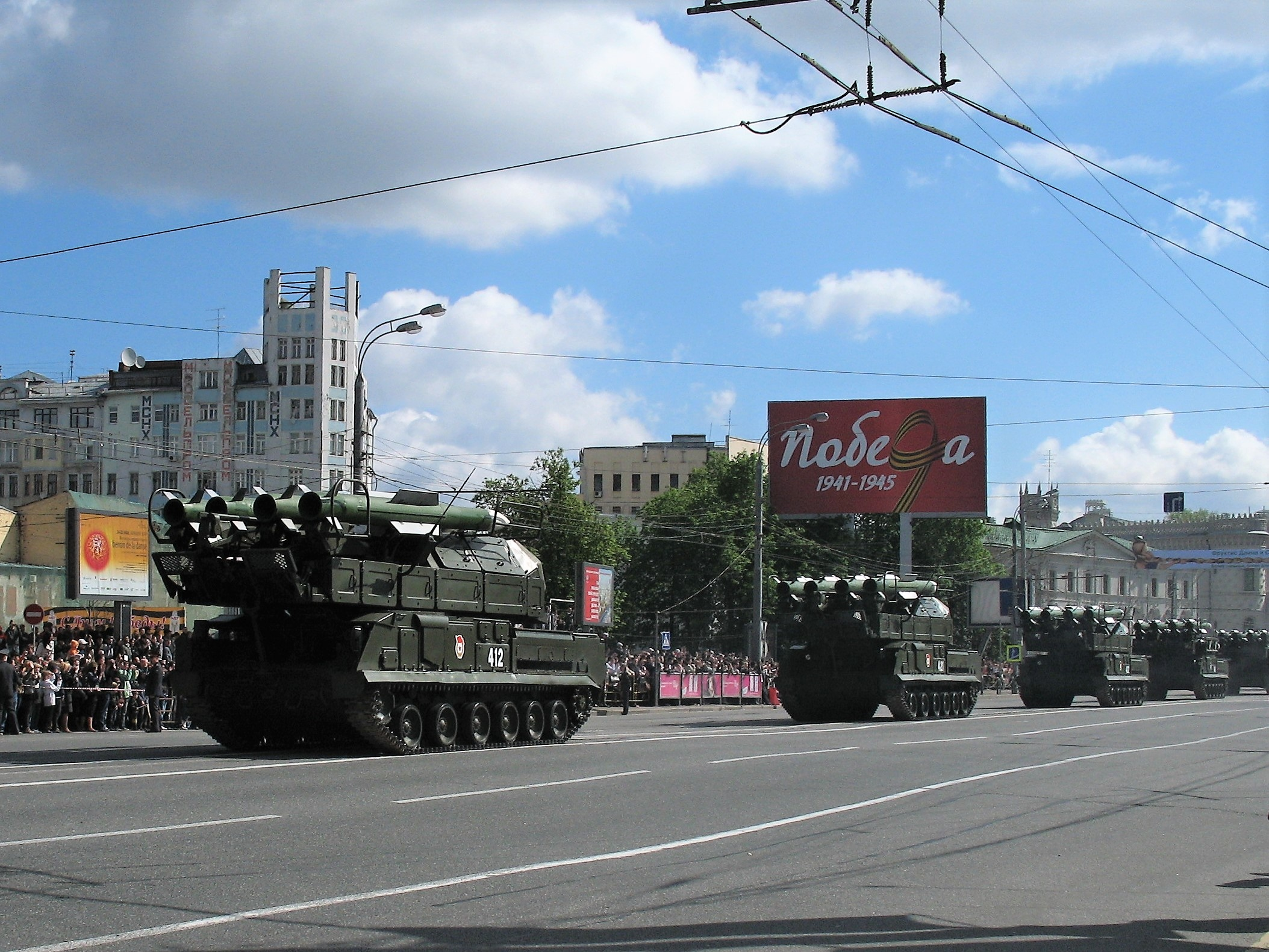
Přehlídka vojenské techniky na Arbatu
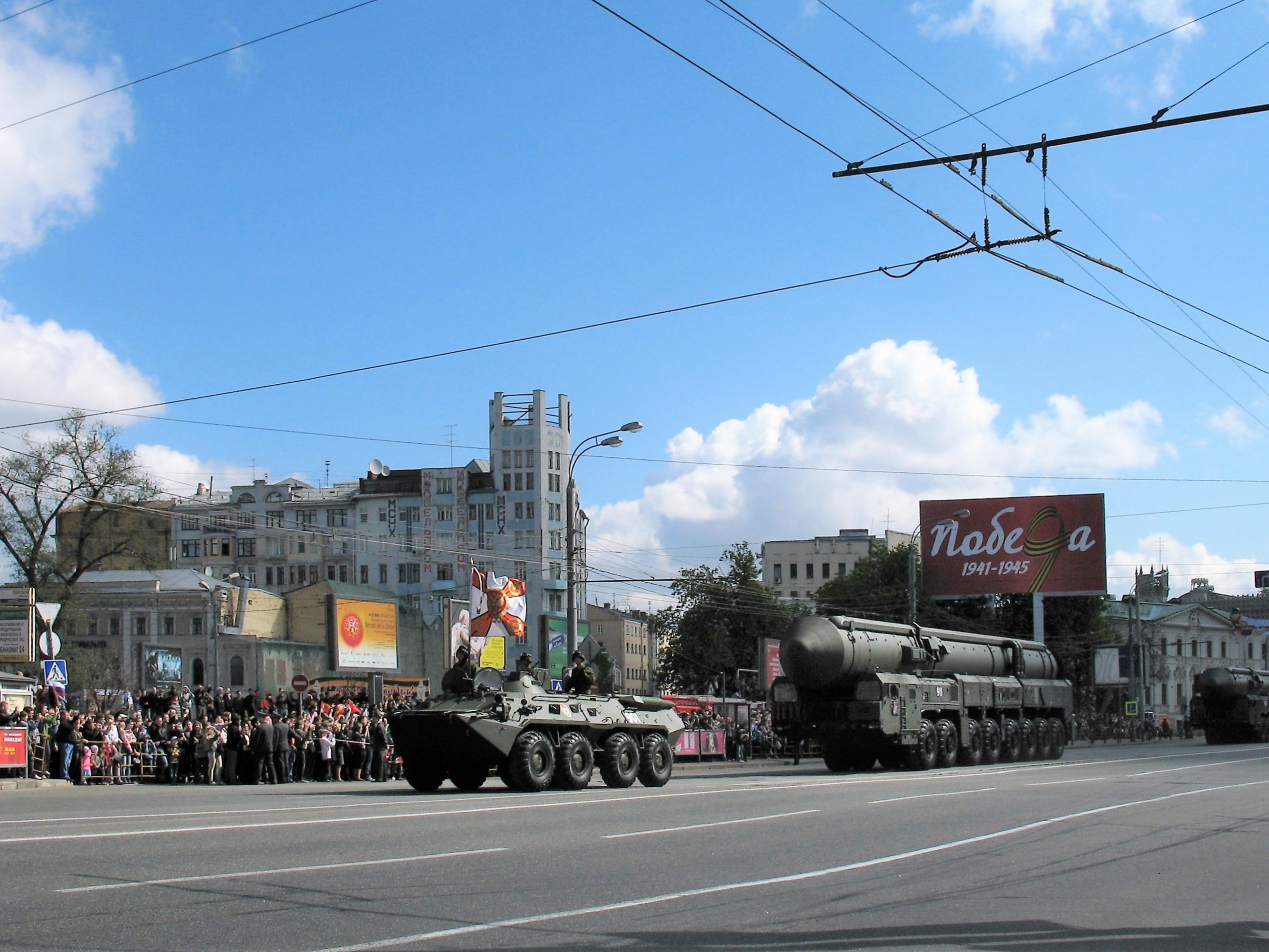
Mezikontinentální balistická raketa Topol-M
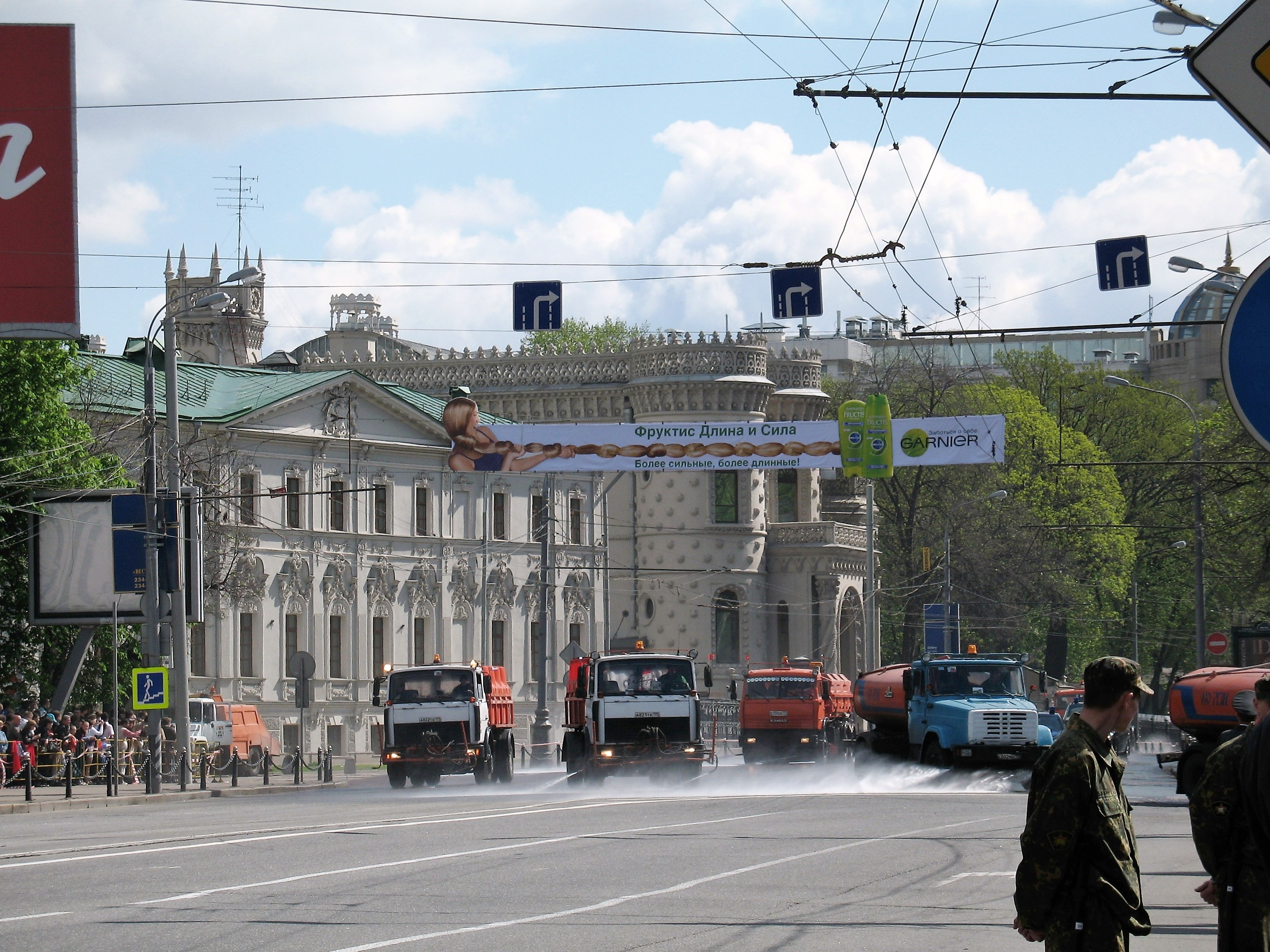
Úklid centra Moskvy po skončení vojenské přehlídky
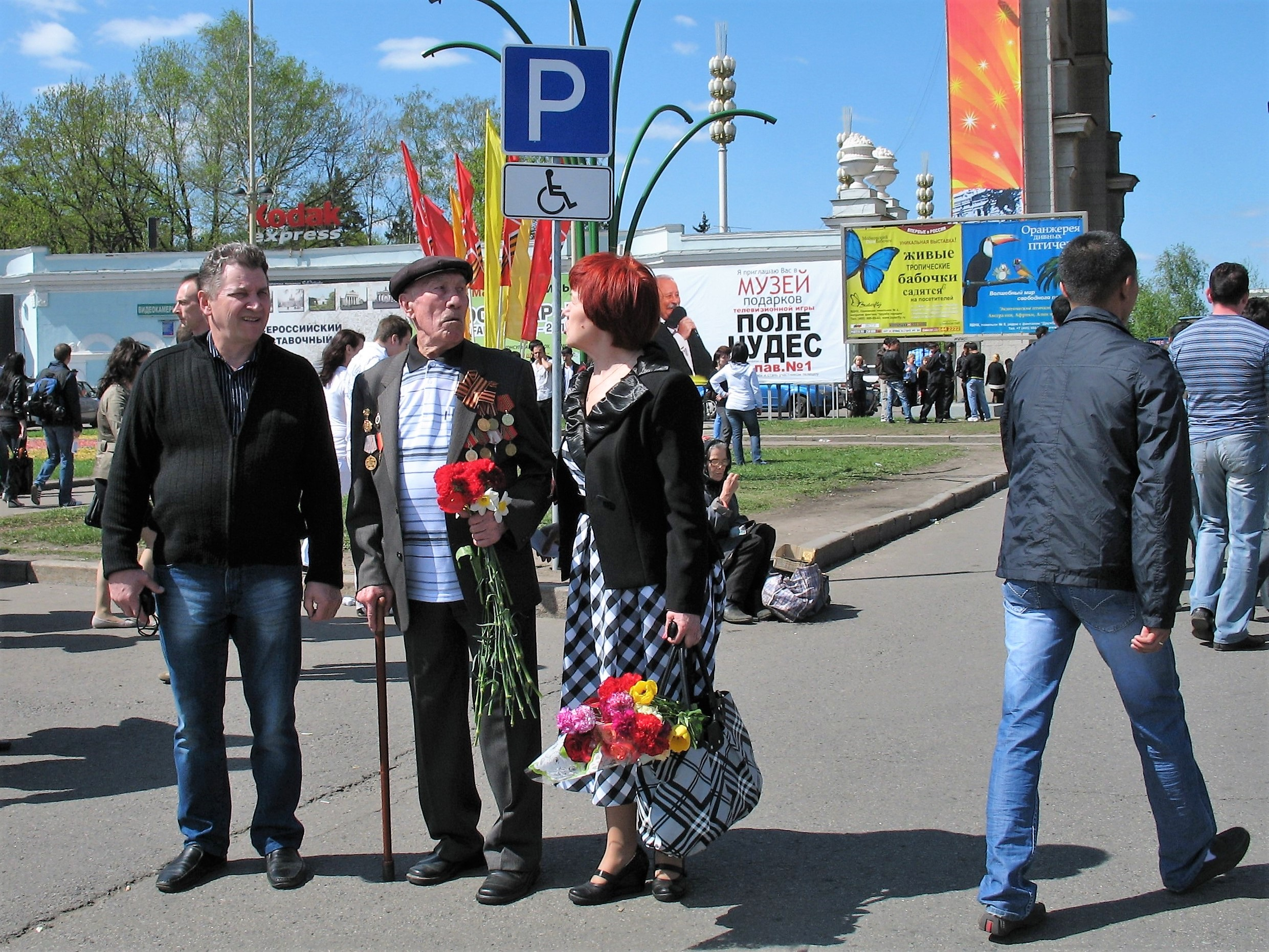
Setkání s veteránem vlastenecké války na moskevském výstavišti
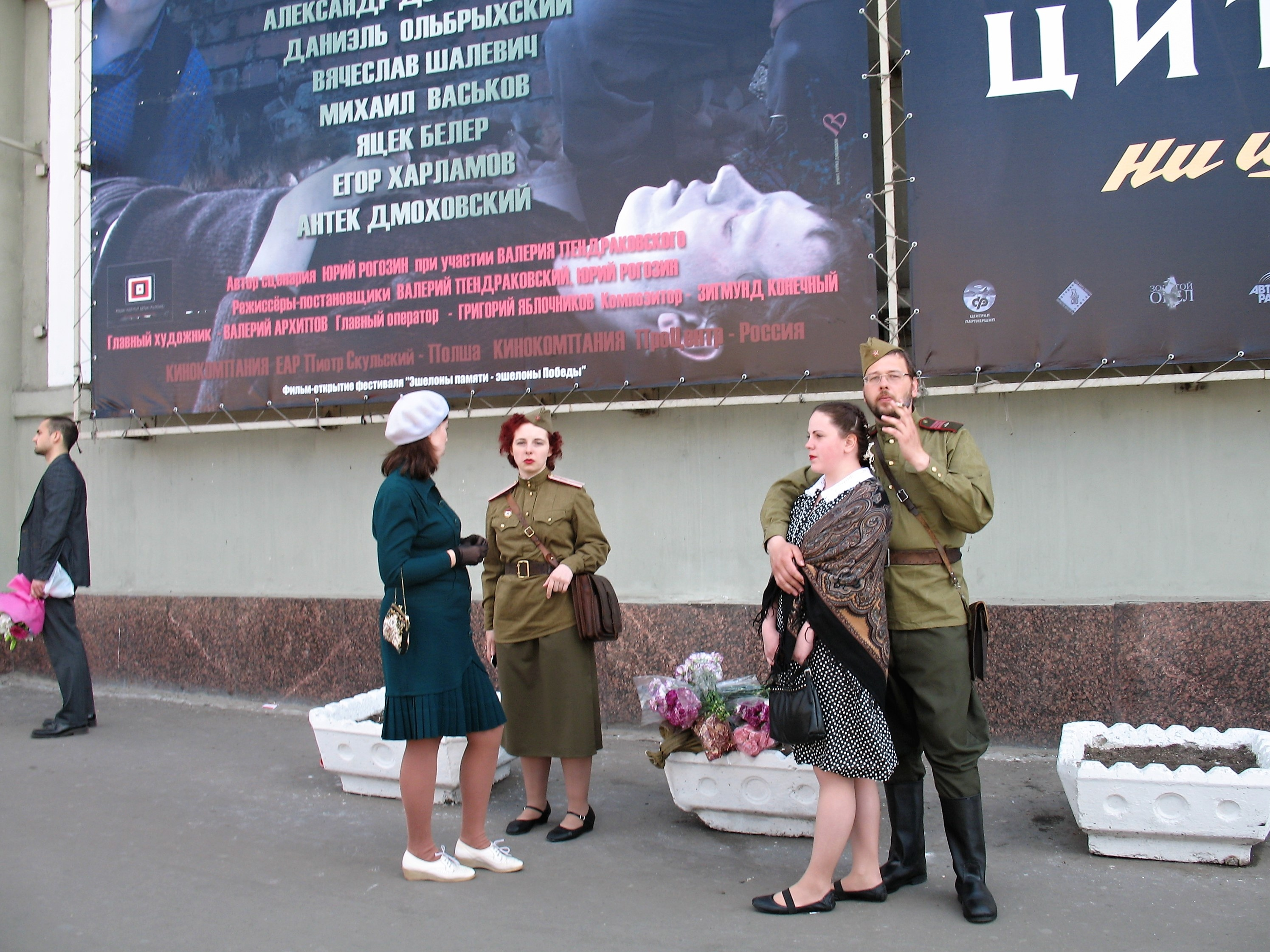
Návštěvníci kina v dobových kostýmech
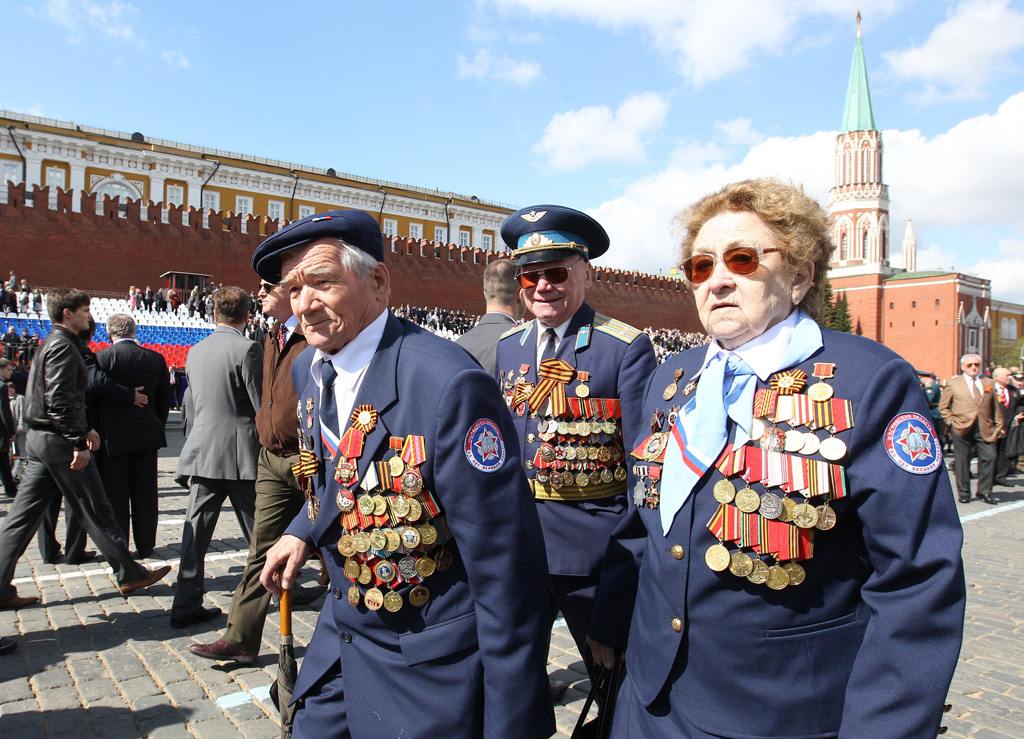
Váleční veteráni odcházejí z Rudého náměstí po skončení přehlídky
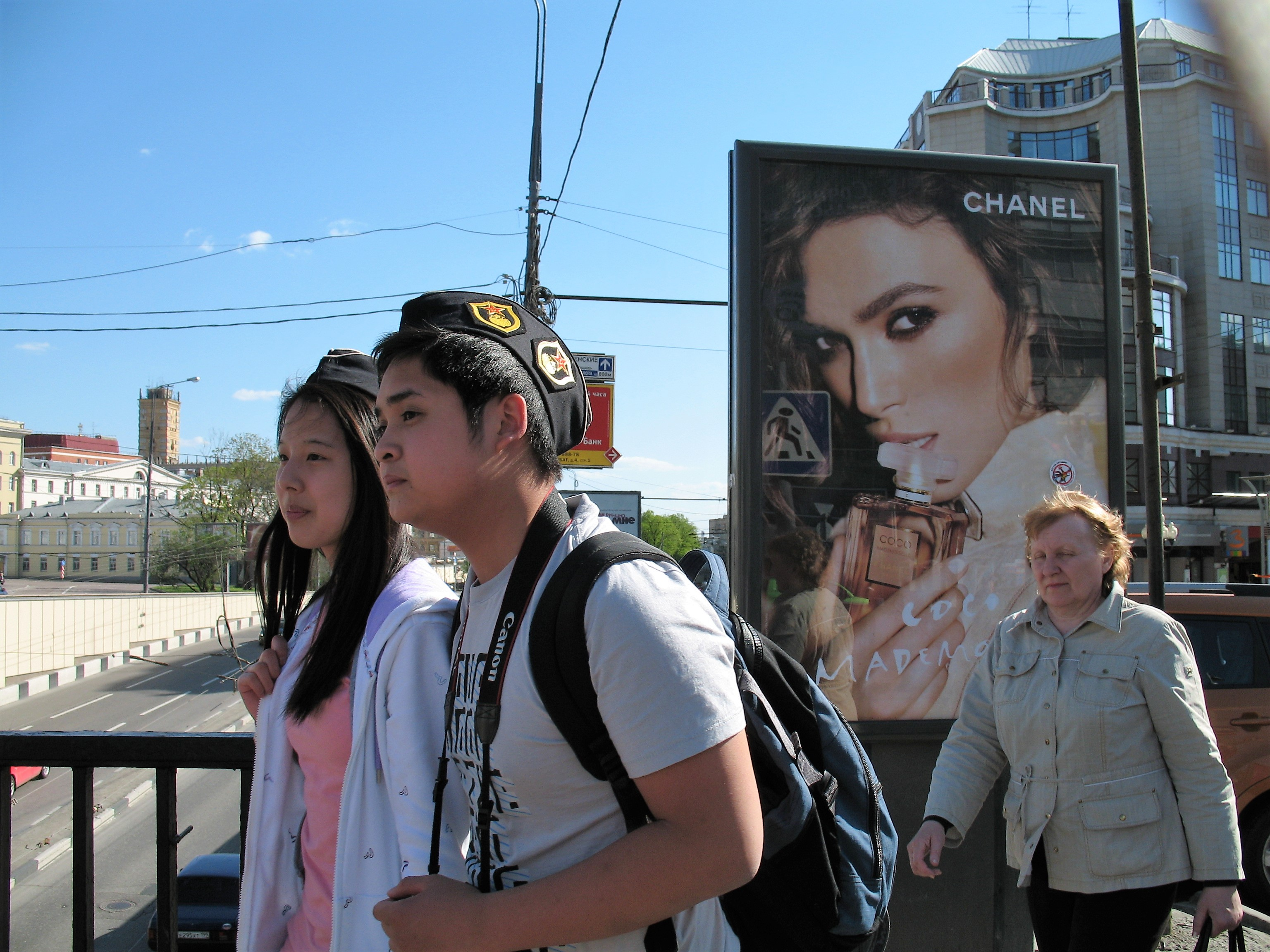
Mladí Moskvané původem ze Střední Asie